# Oliver James
Oliver James Hutson (Ottershaw, Surrey, 1 de junho de 1980) é um ator, cantor, compositor e músico britânico. Participou do filme Raise Your Voice junto com a atriz e cantora Hilary Duff, no filme Tudo que uma garota quer com Amanda Bynes e no filme Without a Paddle: A Nature's Calling com Kristopher Turner. Atualmente Oliver faz pequenas apresentações em bares, restaurantes e eventos britânicos, onde canta músicas de sua autoria.